# Musée des sciences naturelles d'Alava
Le musée des sciences naturelles d'Alava (en français) (Museo de Ciencias Naturales de Álava en espagnol, Arabako Natur Zientzien museoa en euskara) ou MCNA est installé dans la Tour de Doña Ochanda, ancienne bâtisse de défense médiéval de la ville de Vitoria-Gasteiz en Pays basque (Espagne). Il expose d'importantes collections géologiques, botaniques et zoologiques, soulignant par son intérêt les découvertes d'ambre fossile dans la province, d'une grande valeur par ses inclusions biologiques de la période du Crétacé.

## Histoire
Le Musée, dépendant du département de la Culture de la Députation forale d'Alava, a ouvert ses portes en mai 1986 dans l'immeuble historique connu comme la Torre de Doña Ochanda, une maison forte du XVe siècle qui défendait depuis sa façade extérieure la seconde paroi médiévale de Vitoria, celle construite en 1202 par le roi Alphonse VIII de Castille dans la pente occidentale de la colline où quelques années auparavant, en 1181, Sanche VI de Navarre dit le Sage avait fondé la ville de Vitoria. Cette paroi avait à la rivière Zapardiel, aujourd'hui canalisée sous les rues Siervas Jesus et de Diputación, des puits naturels. Le Palais-tour a été reconstruit au XVIesiècle par Don Andres Martínez de Iruña, qui a donné le nom de sa fille, Doña Ochanda de Iruña y Alava.

## Collections et activités

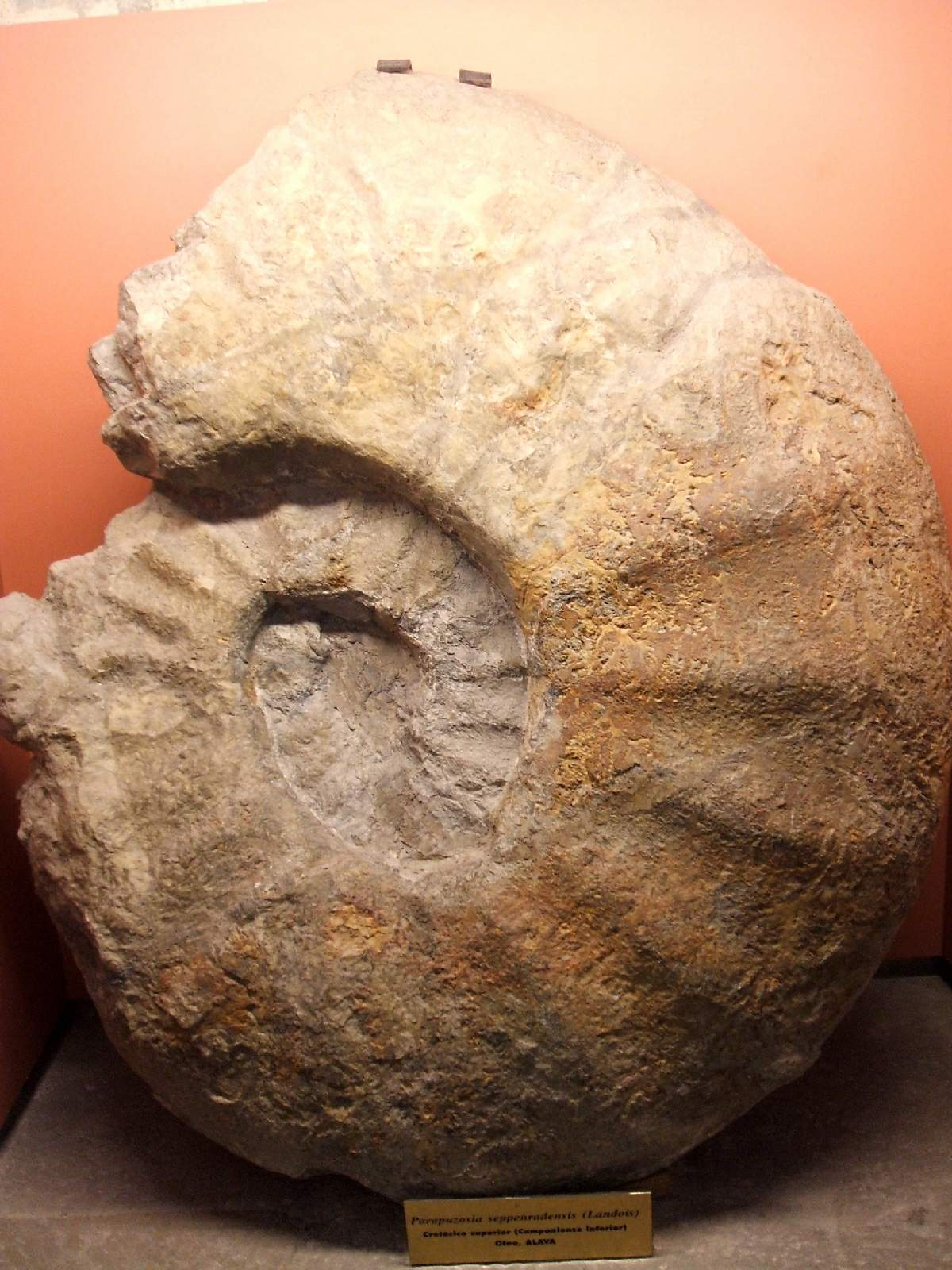
Amonite géante de l'espèce Parapuzosia seppenradensis.

Le MCNA dispose de trois grandes sections réparties sur ses deux étages : consacrée à la géologie (pétrologie, minéralogie, paléontologie de vertébrés, paléontologie d'invertébrés et géologie générale), une autre à la botanique (botanique cryptogramme et botanique fanérogamique) et finalement celle consacrée à la zoologie (zoologie invertébrés et de zoologie de vertébrés). De la section de fanérogamique, il faut souligner l'herboristerie, une des cinq plus grandes de la Péninsule Ibérique. Dans l'ensemble, les collections dépassent en total le millions de registres.
L'institution confère à ses fonds matériels un traitement intégral, puisque, outre les travaux de documentation, de traitement, de conservation et d'exposition de ceux-ci, elle destine un important volume de ses ressources à la recherche et la prospection de l'environnement provincial, activité scientifique qui a donné comme résultat la découverte d'importants gisements en ce qui concerne le patrimoine paléontologique, et nouvelles connaissances relatives aux systèmes biologiques et moyen physique dans lequel ils sont développés. Le personnel du Musée est à l'avant des excavations des importants gisements d'ambre Peñacerrada et de Salinillas de Buradón. Le MCNA élargit sa tâche révélatrice avec des expositions thématiques temporaires, publications, cours, campements, parcours géologiques et cycles de conférences.

## Collections d'ambres fossiles
La section de géologie inclut une précieuse collection de pépites d'ambres ou résines fossilisées avec des insectes, plumes et autres inclusions biologiques, certaines dans un excellent état de conservation. La collection est présentée au public avec un assemblage spécial, comme exposition permanente, avec le nom de Planète crétacique. Une partie des échantillons vient du gisement alavais de Peñacerrada, qui remonte au Crétacé inférieur, avec une antiquité comprise entre les 115 et 120 millions d'années, c'est-à-dire l'un des plus anciens du monde avec des inclusions biologiques, avec un autre gisement au Liban. Appelé le gisement Paléontologique I de Peñacerrada-Urizaharra a été déclaré Bien Cultural, avec la catégorie d'Ensemble monumental, par décret 230/1998 émis le 15 septembre 1998 par la Communauté autonome du Pays basque. Dans l'ambre de Peñacerrada et de Salinillas de Buradón, on a trouvé plusieurs dizaines d'espèces de différents ordres d'insectes (lépidoptères, hyménoptères) qui sont nouveaux pour la science, ainsi que des aranéides (acariens) et crustacés. Les espèces de papillon plus anciennes qui sont connues ont été trouvées dans ces registres fossiles.

## Galerie photos

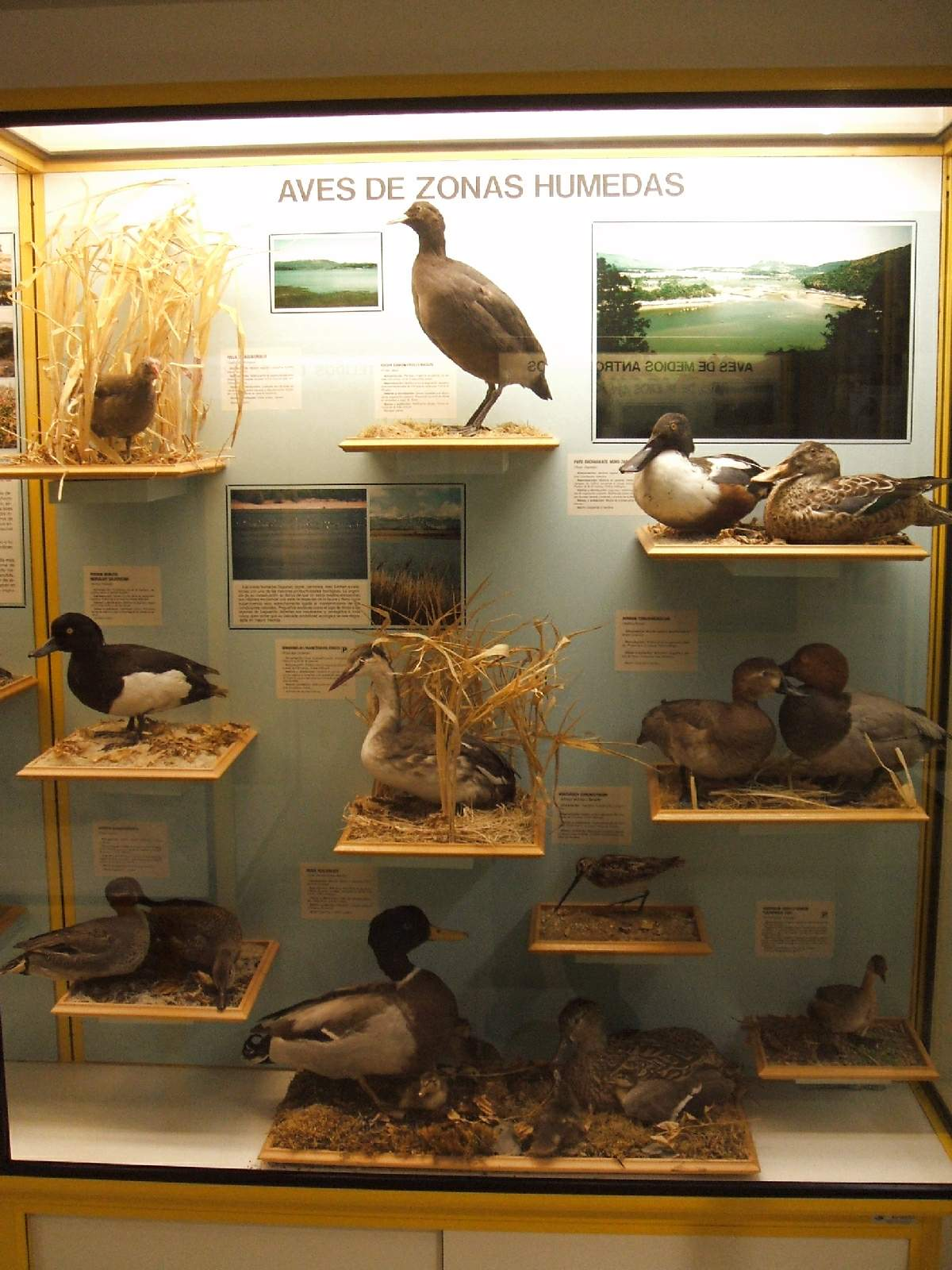
Section zoologie, oiseaux des zones humides
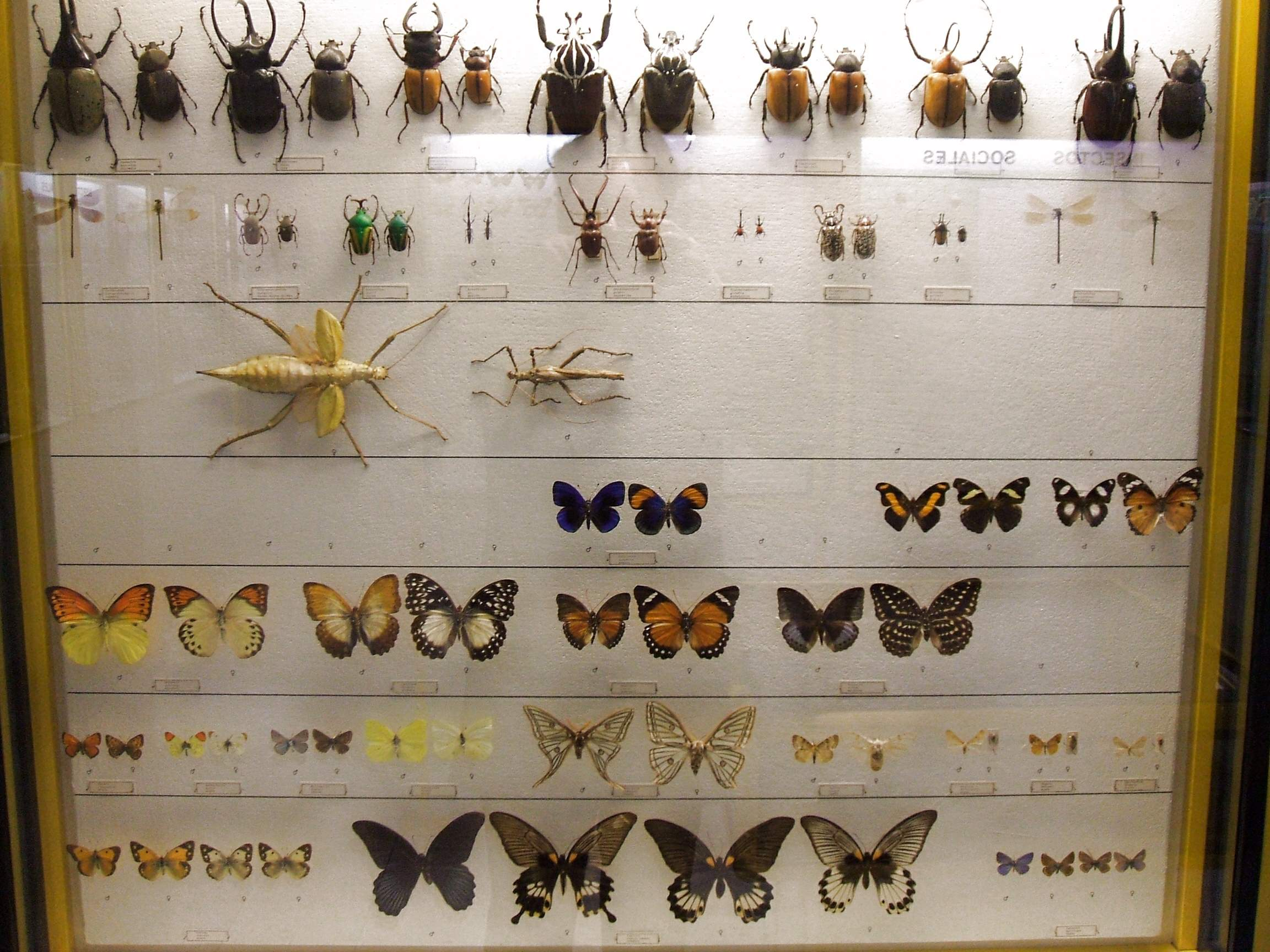
Section zoologie, lépidoptères et coléoptères
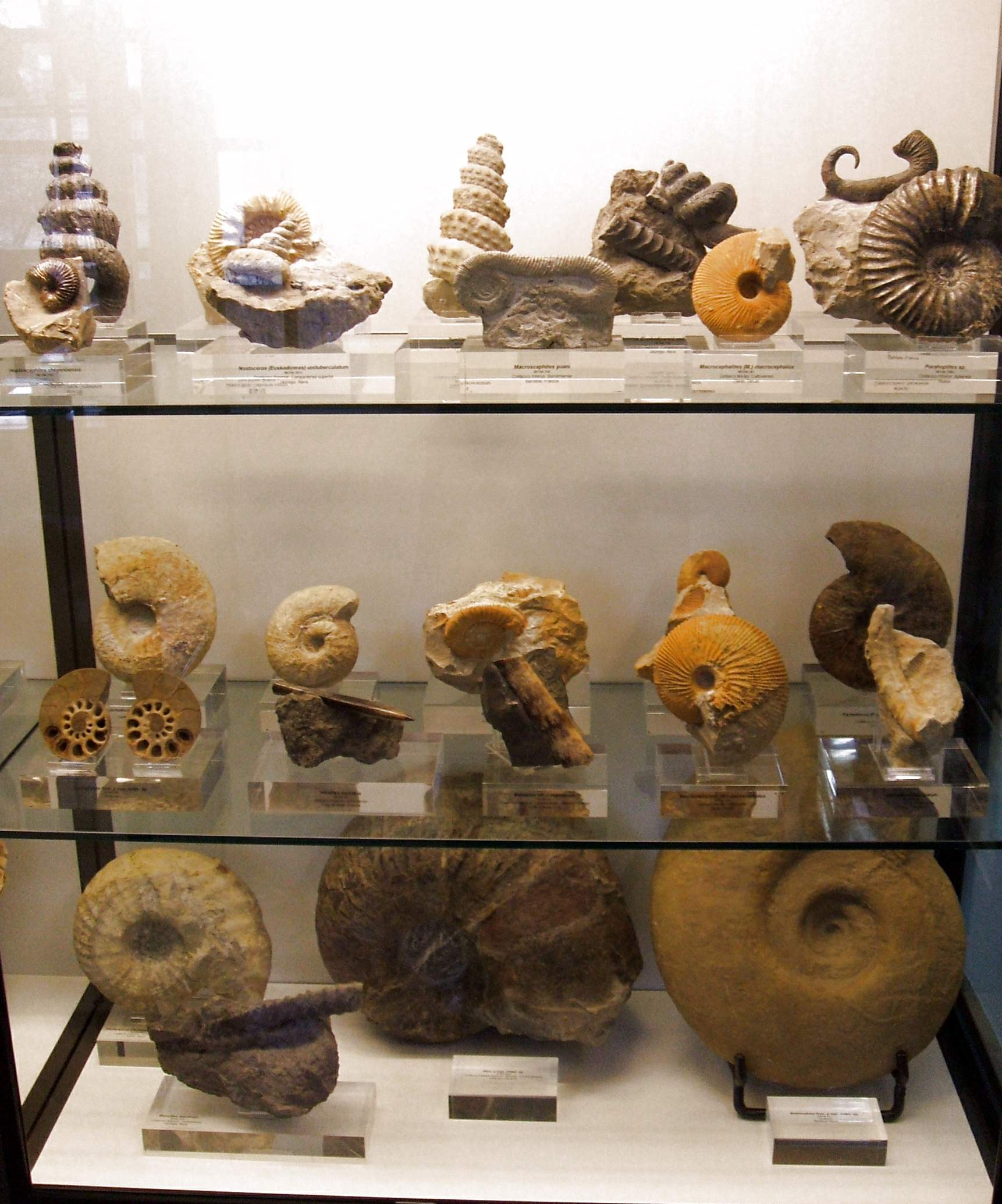
Section zoologie, paléontologie des invertébrés
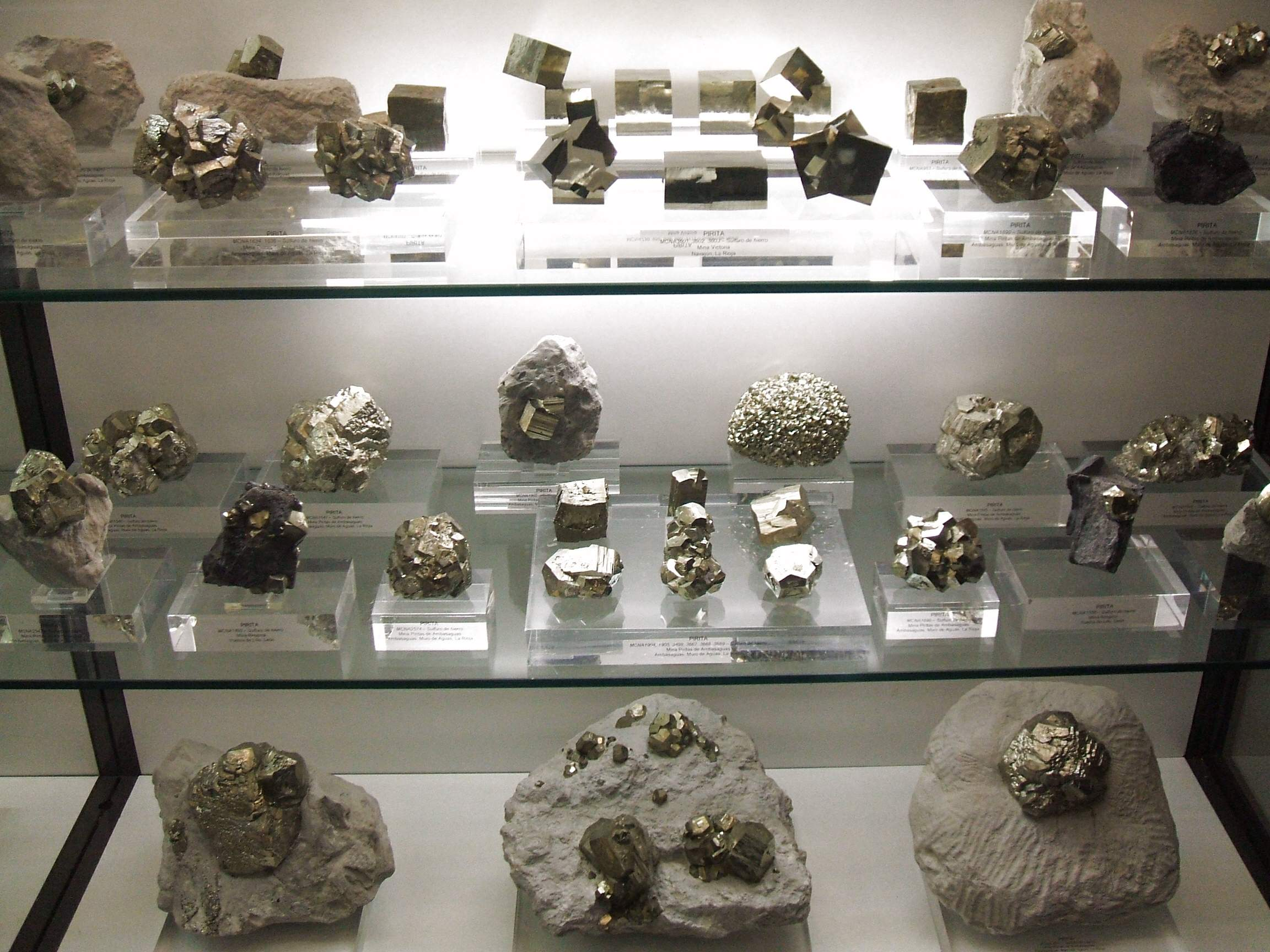
Section zoologie, minéralogie (pirites)
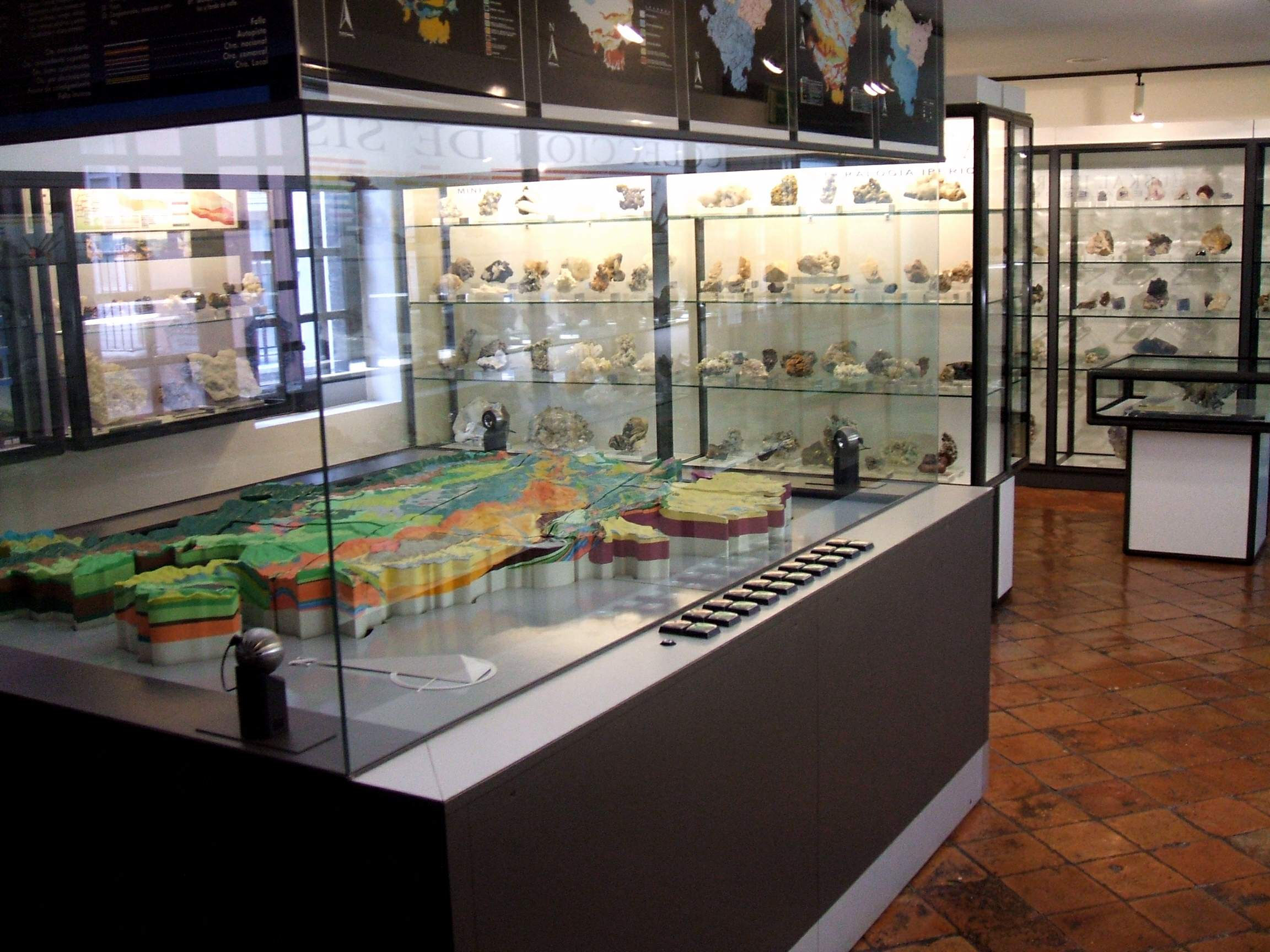
Section zoologie, minéralogie et pétrologie

### Sources
- (es) Cet article est partiellement ou en totalité issu de l’article de Wikipédia en espagnol intitulé « Museo de Ciencias Naturales de Álava » (voir la liste des auteurs).